# Königsfianchetto
|   | a | b | c | d | e | f | g | h |   |
| 8 |   |   |   |   |   |   |   |   | 8 |
| 7 |   |   |   |   |   |   |   |   | 7 |
| 6 |   |   |   |   |   |   |   |   | 6 |
| 5 |   |   |   |   |   |   |   |   | 5 |
| 4 |   |   |   |   |   |   |   |   | 4 |
| 3 |   |   |   |   |   |   |   |   | 3 |
| 2 |   |   |   |   |   |   |   |   | 2 |
| 1 |   |   |   |   |   |   |   |   | 1 |
|   | a | b | c | d | e | f | g | h |   |

1. g2–g3
Das Königsfianchetto ist eine Eröffnung im Schachspiel. Sie beginnt mit dem ersten Zug 1. g2–g3 und ist in den ECO-Codes unter dem Schlüssel A00 klassifiziert. Durch Zugumstellung werden häufig Übergänge in andere Eröffnungen erreicht.
Der Unterschied zur Réti-Eröffnung oder zum Königsindischen Angriff sind oft die Abspiele, bei denen Weiß wie Schwarz in der Modernen Verteidigung den thematischen Zug Sg1–f3 unterlässt und nur Lf1–g2 spielt, wobei er sich die Möglichkeit zu einem späteren Sg1–f3 vorbehält.
In der Weltspitze wird diese Eröffnung selten gespielt, da der Schwarze relativ freie Hand in seiner Figurenentwicklung hat. Ein Verfechter des Königsfianchettos ist der deutsche Großmeister Jörg Hickl. Im englischen Sprachraum wird das Königsfianchetto auch „Benko Opening“ oder „Benko's Opening“ genannt, nach dem ungarisch-US-amerikanischen Schachspieler Pál Benkő, der diese Eröffnung in der Mitte des 20. Jahrhunderts mehrfach anwandte. Gelegentlich wandte auch Bent Larsen 1. g2–g3 an.
In der Partie Réti – Aljechin, Baden-Baden 1925 führte 1. g2–g3 e7–e5 2. Sg1–f3 zur Aljechin-Verteidigung mit vertauschten Farben.
Der Begriff Fianchetto (ital. für das „Seiten-Törchen“ -öffnen-) alleine meint die Aufstellung eines Läufers auf einem Flügel (Königs- oder Damenflügel), wobei dies durch Aufziehen des b- oder des g-Bauern ermöglicht wird. Man spricht umgangssprachlich auch davon, einen Läufer (hier: den Königsläufer) zu „fianchettieren“.